# Nibe Industrier

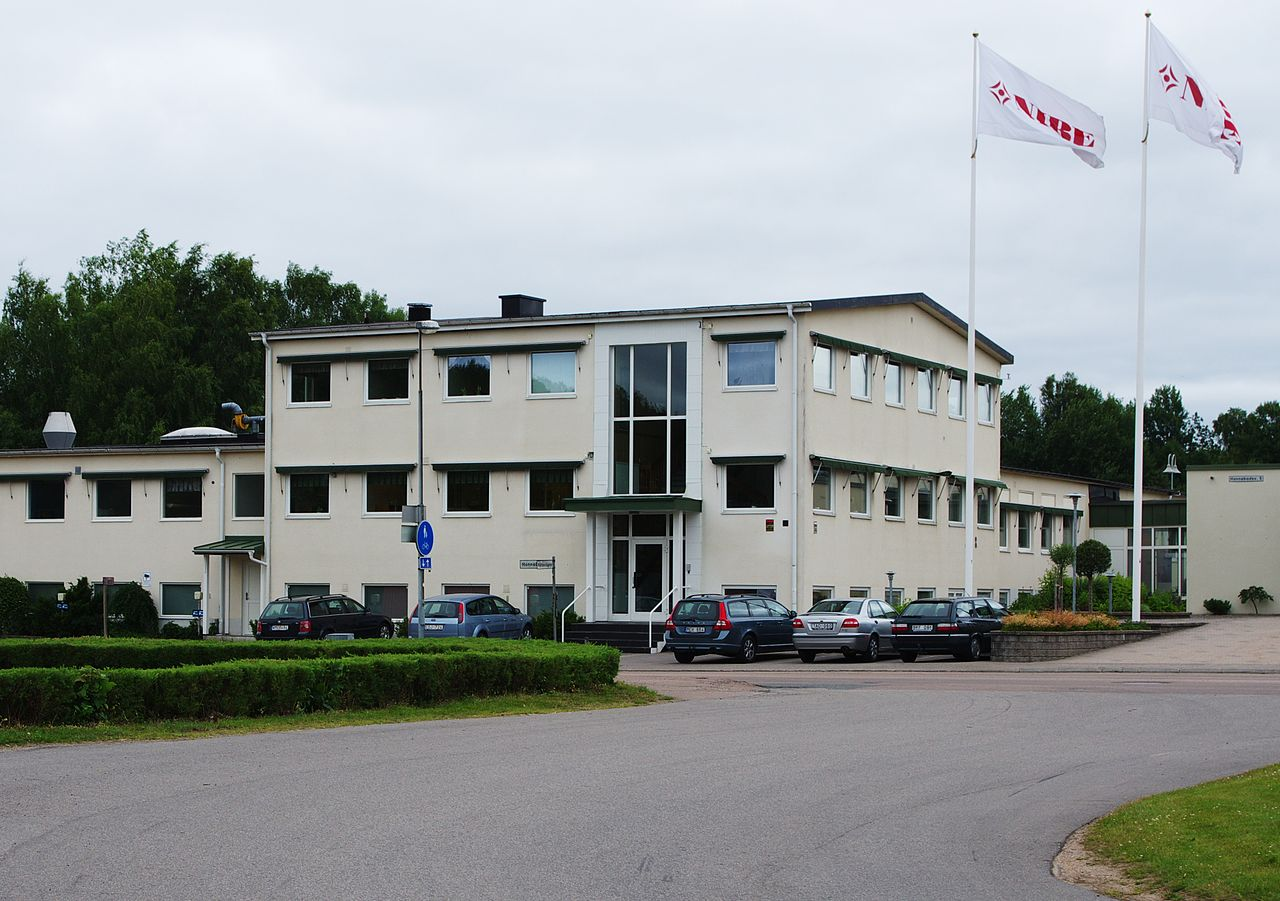
Nibe in Markaryd

Nibe Industrier (Eigenschreibweise: NIBE Industrier AB) ist ein schwedischer Haustechnikkonzern mit Sitz in Markaryd in der Provinz Kronobergs län.
Das Unternehmen produziert und vertreibt verschiedene Produkte der Klimatechnik wie Wärmepumpen, Zuluftanlagen, Heißwasserbereiter, Heizkessel für Einfamilienhäuser und Klimasysteme für größere Gebäude. Weiterhin vertreibt Nibe Kamine und Schornsteinsysteme. Darüber hinaus werden Gewerbewaschmaschinen und -wäschetrockner sowie Steuerungen und Komponenten für das industrielle Wärmemanagement in verschiedenen Anwendungen angeboten.

## Geschichte
Die Nibe Industrier AB geht auf die Unternehmen Backer Elektro-Värme AB und Nibe-Verken AB zurück, die beide durch Nils Bernerup in den Jahren 1949 und 1952 gegründet wurden. Die Backer Elektro-Värme AB stellte damals Rohrheizelemente her. Die NIBE-Verken AB entstand aus der Umfirmierung der, durch Benerup übernommenen, Ebe-Verken. Das Kunstwort NIBE stellt hierbei ein Akronym aus Vor- und Zunamen des Gründers Nils Bernerup dar. Im Jahr 1952 begann Nibe mit der Produktion von Warmwasserbereitern und 1965 mit der Herstellung von Kaminen, die anfangs im Auftrag der Marke Handöl produziert wurden. Die Marke wurde später durch Nibe übernommen. 1981 führte Nibe Wärmepumpen in das eigene Produktportfolio ein.
Im Jahr 1989 veräußerte die Familie Bernerup sowohl die Backer Elektro-Värme AB als auch die Nibe-Verken AB. Mehrere Mitarbeiter übernahmen die beiden Gesellschaften und gründeten die Nibe Industrier AB. Acht Jahre später, 1997, wurde das Unternehmen an die Stockholmer Börse geführt.
2011 übernahm Nibe mit Schulthess Maschinen das deutsche Unternehmen Alpha Innotec.